# 約翰·葛倫 (導演)
約翰·葛倫（英語：John Glen，1932年5月15日—），英國的電影導演與剪輯師，多年參與詹姆斯·龐德系列電影的製作，1980年代正式接手導演的工作，拍攝了五部作品，是導演最多007電影的紀錄保持人。
約翰葛倫屬於動作派的導演，仿效希區考克的那種戴有懸疑、緊張的感覺，所以時常可以在他所執導的龐德電影裡，看到龐德在最緊要關頭時突然會出現鴿子。

## 電影作品

### 第二組導演、剪輯
1969年
- 奇謀妙計劫金磚 The Italian Job
- 007：女王密使 On Her Majesty's Secret Service

1971年
- 墨菲的戰爭 Murphy's War

1977年
- 007：海底城 The Spy Who Loved Me

1978年
- 超人 Superman

1979年
- 007：太空城 Moonraker

1980年
- 海狼號 The Sea Wolves

### 導演作品
1981年
- 007：最高機密 For Your Eyes Only

1983年
- 007：八爪女 Octopussy

1985年
- 007：雷霆殺機 A View to a Kill

1987年
- 007：黎明生機 The Living Daylights

1989年
- 007：殺人執照 Licence to Kill

| 前任： 路易斯·吉爾伯特 1977-1979 | 官方的詹姆斯·龐德電影導演 1981-1989 | 繼任： 馬丁·坎貝爾 1995 |